# Rieux (Marna)
Rieux è un comune francese di 171 abitanti situato nel dipartimento della Marna nella regione del Grand Est.

## Società

### Evoluzione demografica
Abitanti censiti